# پترو دیاچنکو
پترو دیاچنکو (اوکراینی: Петро́ Дяче́нко، لهستانی: Petro Diaczenko)، یک نظامی اوکراینی است که در سال ۱۸۹۵ میلادی در امپراتوری روسیه زاده شد.
او به ارتش امپراتوری روسیه پیوست و در جنگ جهانی اول شرکت کرد. پس از وقوع انقلاب در روسیه او در ارتش کشور تازه تأسیس اوکراین علیه نیروهای ارتش سرخ و ارتش سفید وارد جنگ شد، پس از سقوط کیف به دست قوای ارتش سرخ او به همراه نیروهایش وارد لهستان شد. در سال ۱۹۲۸ به ارتش لهستان پیوست و در زمان تهاجم به لهستان در سال ۱۹۳۹ توسط نیروهای آلمانی اسیر شد.
در ادامه او به نیروهای اوکراینی طرفدار آلمان نازی پیوست و با توجه به تجربه‌اش مسئول سازماندهی واحدهای شبه نظامی اوکراینی طرفدار آلمان بود. در هنگام قیام ورشو او مسئولیت یافت تا همراه با نیروهایش در سرکوب شورشیان کمک کند. یک سال بعد او و نیروهایش در اتریش خود را تسلیم ارتش آمریکا کردند. دیاچنکو مدتی در آلمان غربی زندگی کرد و سپس به ایالات متحده رفت و سال ۱۹۶۵ میلادی در همان‌جا درگذشت.